# David Kitchin, Lord Kitchin

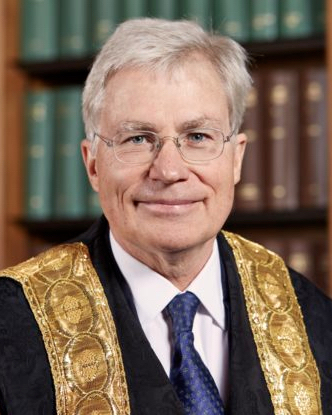
Lord Kitchin (2018)

David James Tyson Kitchin, Lord Kitchin, PC, QC (* 30. April 1955) war ein Richter des Obersten Gerichtshofs des Vereinigten Königreichs. Er hat auch als Lord Justice of Appeal gedient.

## Karriere
Nach dem Besuch der Oundle School und dem Studium der Naturwissenschaften am Fitzwilliam College in Cambridge wechselte Kitchin in seinem letzten Studienjahr zu den Rechtswissenschaften und wurde 1977 zur Anwaltschaft (Gray’s Inn) zugelassen; seit 2003 ist er dort Richter. Während seiner Studienzeit war er auch Steuermann des Cambridge-Teams, das 1975 das Boat Race gewann.
Im Jahr 1994 wurde er zum Queen’s Counsel ernannt. Im Jahr 2001 wurde er zum stellvertretenden Richter am High Court ernannt. Am 3. Oktober 2005 wurde er an den High Court of Justice berufen und der Chancery Division zugeteilt; im selben Jahr wurde er zum Ritter geschlagen. Seit 2009 ist Kitchin Aufsichtsrichter in der Chancery Division für die Bezirke Wales, Western und Midland. Im Jahr 2011 wurde er mit Wirkung vom 5. Oktober 2011 zum Lord Justice of Appeal ernannt und erhielt die übliche Ernennung zum Mitglied des Privy Council.
Am 1. Oktober 2018 wurde er zum Richter am Obersten Gerichtshof des Vereinigten Königreichs ernannt.